# Marathon van Zürich 2016
De Marathon van Zürich 2016 werd gehouden op zondag 24 april 2016. Het was de veertiende editie van deze marathon. Naast de marathon kende het evenement een wedstrijd over 10 km.
De marathon werd bij de mannen gewonnen door de Japanner Yuki Kawauchi met een tijd van 2:12.03,8. Bij de vrouwen won de Zwitserse Daniela Aeschbacher in 2:47.39,9.
In totaal finishten 2617 marathonlopers de wedstrijd, waarvan 2129 mannen en 488 vrouwen. Aan de City Run (10 km) namen ruim 2000 lopers deel.

## Uitslagen

### Mannen
| rang   | naam                | land | tijd      |
| ------ | ------------------- | ---- | --------- |
| Goud   | Yuki Kawauchi       | JPN  | 2:12.03,8 |
| Zilver | Abere Kassw         | ETH  | 2:13.08,1 |
| Brons  | Julien Lyon         | SUI  | 2:16.17,0 |
| 4      | Adrian Lehmann      | SUI  | 2:19.16,5 |
| 5      | Patrik Wägeli       | GER  | 2:24.00,2 |
| 6      | Weynay Gebresilasie | ERI  | 2:24.07,7 |
| 7      | Fabian Kurt         | SUI  | 2:25.29,7 |
| 8      | Armin Flückiger     | SUI  | 2:26.59,0 |
| 9      | Raphael Josef       | SUI  | 2:30.16,7 |
| 10     | Richard Simkiss     | GBR  | 2:31.47,1 |

### Vrouwen
| rang   | naam                | land | tijd      |
| ------ | ------------------- | ---- | --------- |
| Goud   | Daniela Aeschbacher | SUI  | 2:47.39,9 |
| Zilver | Jane Fardell        | AUS  | 2:48.11,8 |
| Brons  | Bojana Bjeljac      | BIH  | 2:48.17,8 |
| 4      | Judit Varga         | HUN  | 2:48.28,1 |

2003 ·
2004 ·
2005 ·
2006 ·
2007 ·
2008 ·
2009 ·
2010 ·
2011 ·
2012 ·
2013 ·
2014 ·
2015 ·
2016 ·
2017